# Ç̇
Cette page contient des caractères spéciaux ou non latins. S’ils s’affichent mal (▯, ?, etc.), consultez la page d’aide Unicode.
Ç̇ (minuscule : ç̇), appelé C point suscrit cédille, est une lettre additionnelle utilisée dans certaines romanisations KNAB.
Elle est formée d'un C diacrité par un point suscrit et une cédille.

## Représentations informatiques
Le C point suscrit cédille peut être représentée avec les caractères Unicode suivants :
- composé et normalisé NFC (supplément latin-1, diacritiques) :

| formes    | représentations | chaînes de caractères | points de code | descriptions                                                |
| --------- | --------------- | --------------------- | -------------- | ----------------------------------------------------------- |
| capitale  | Ç̇               | Ç◌̇                    | U+00C7 U+0307  | lettre majuscule latine c cédille diacritique point en chef |
| minuscule | ç̇               | ç◌̇                    | U+00E7 U+0307  | lettre minuscule latine c cédille diacritique point en chef |

- décomposé et normalisé NFD (latin de base, diacritiques) :

| formes    | représentations | chaînes de caractères | points de code       | descriptions                                                            |
| --------- | --------------- | --------------------- | -------------------- | ----------------------------------------------------------------------- |
| capitale  | Ç̇               | C◌̧◌̇                   | U+0043 U+0327 U+0307 | lettre majuscule latine c diacritique cédille diacritique point en chef |
| minuscule | ç̇               | c◌̧◌̇                   | U+0063 U+0327 U+0307 | lettre minuscule latine c diacritique cédille diacritique point en chef |

## Sources
- (en) KNAB romanization systems